# 캐리지

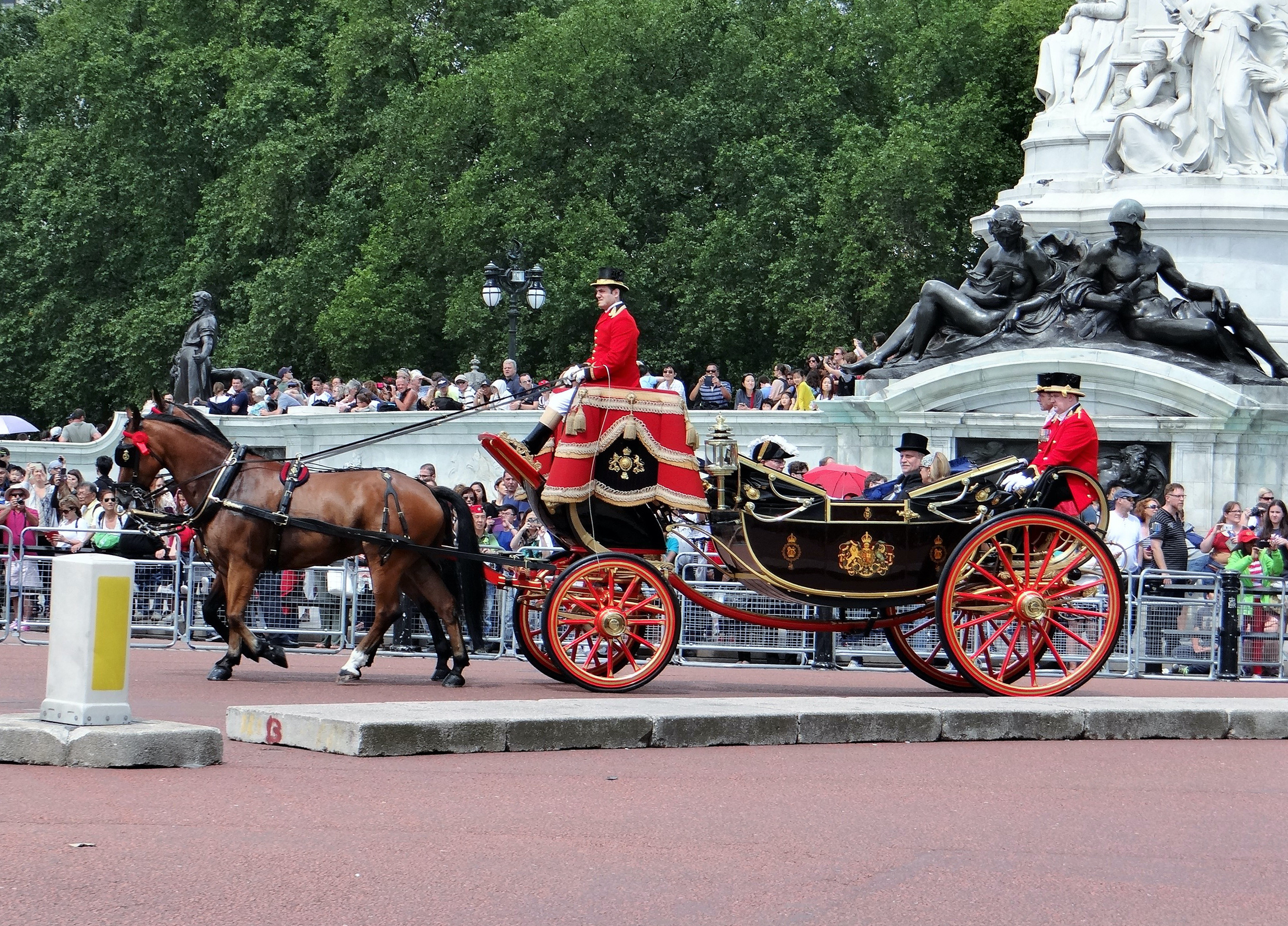
런던 버킹엄궁 밖에 있는 왕실 란도

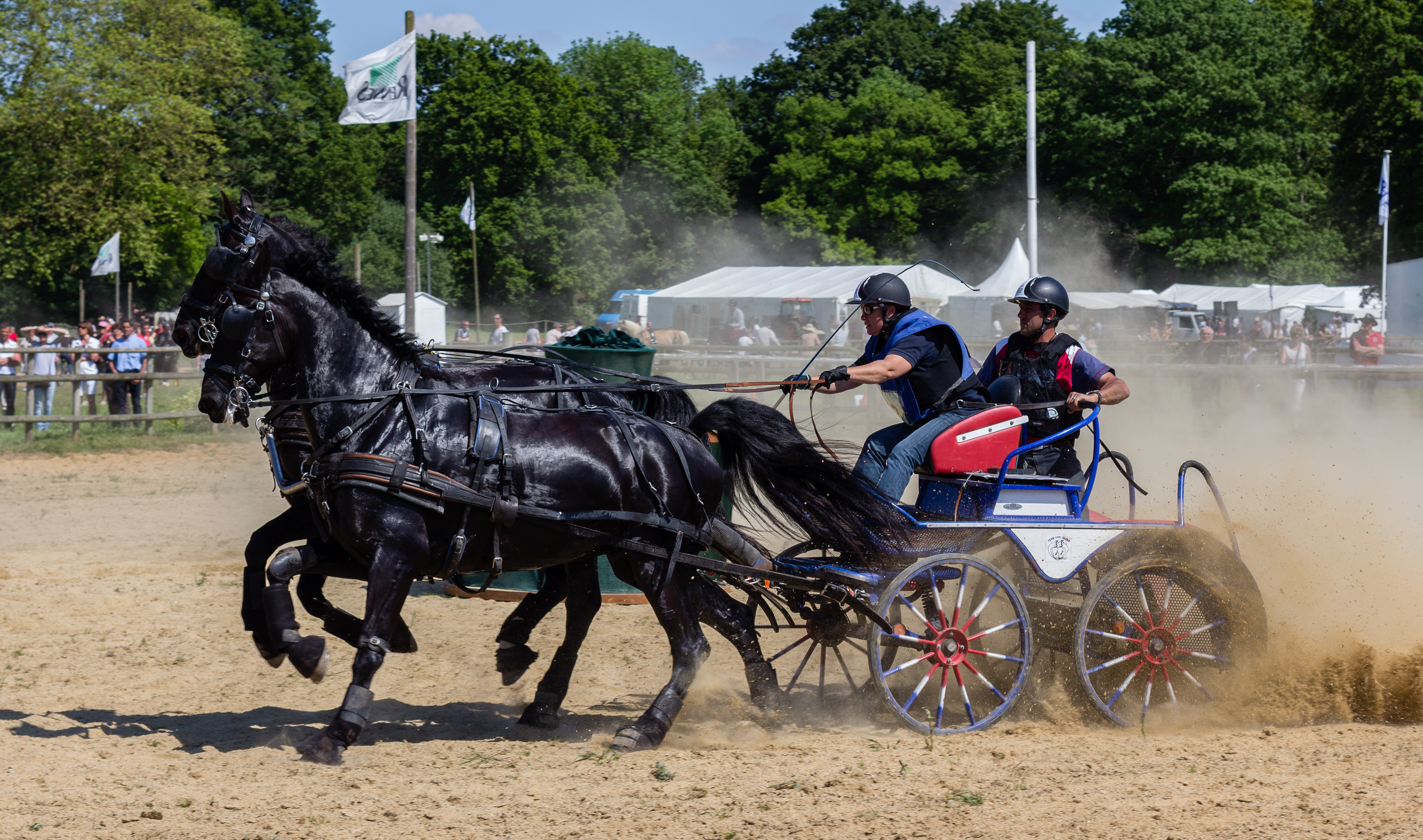
프랑스 렌의 캐리지 경기

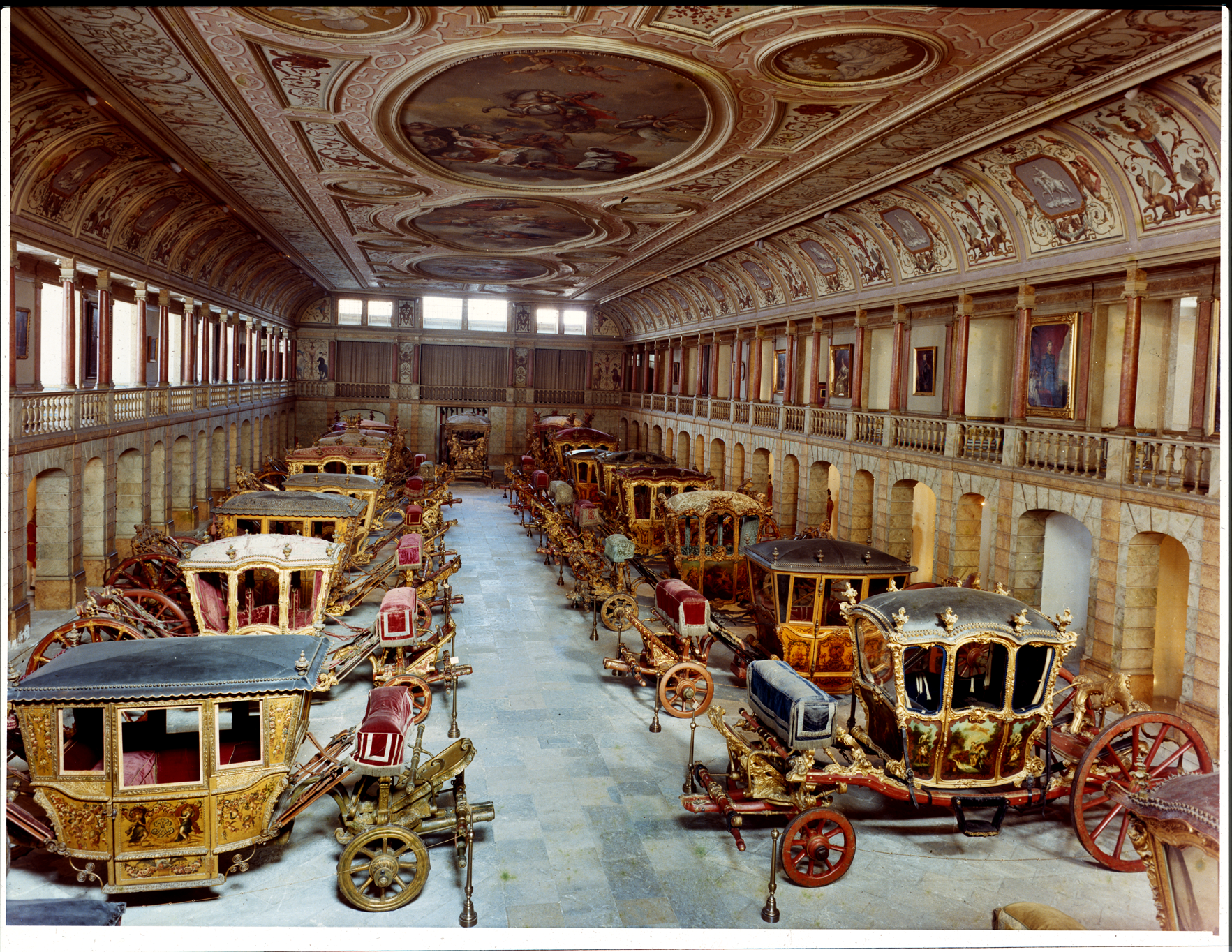
포르투갈 리스본의 국립 마차 박물관

캐리지(carriage)는 승객용 2륜 또는 4륜 말이 끄는 차량이다. 유럽에서는 로마 제국 시대에 부유층의 흔한 교통수단이었으며, 1600년경부터 1900년경 자동차로 대체될 때까지 다시 흔하게 사용되었다. 일반적으로 부유층이 소유했지만, 중고 개인 캐리지는 현대의 택시처럼 흔한 대중교통이 되었다. 캐리지의 서스펜션은 가죽 끈이나 최근 수세기에 만들어진 것은 강철 스프링을 사용한다. 다양한 종류에 대한 수많은 이름이 있다. 2륜 캐리지는 일반적으로 소유자가 직접 운전했다.
코치는 캐리지의 특별한 범주이다. 코치는 4개의 모서리 기둥과 고정된 지붕이 있는 캐리지이다. 2륜 전차 (고대 무기)와 4륜 왜건 및 2륜 수레와 같은 운송 차량은 캐리지의 선구자였다.
21세기에는 왕실의 공식 행사나 전통적인 의례를 위해 가끔 말 캐리지가 사용된다. 단순화된 현대 버전은 따뜻한 나라나 관광객이 개방형 캐리지를 기대하는 도시에서 관광객 수송용으로 만들어진다. 단순한 금속 스포츠 버전은 여전히 캐리지 경기라는 스포츠를 위해 만들어진다.

## 개요

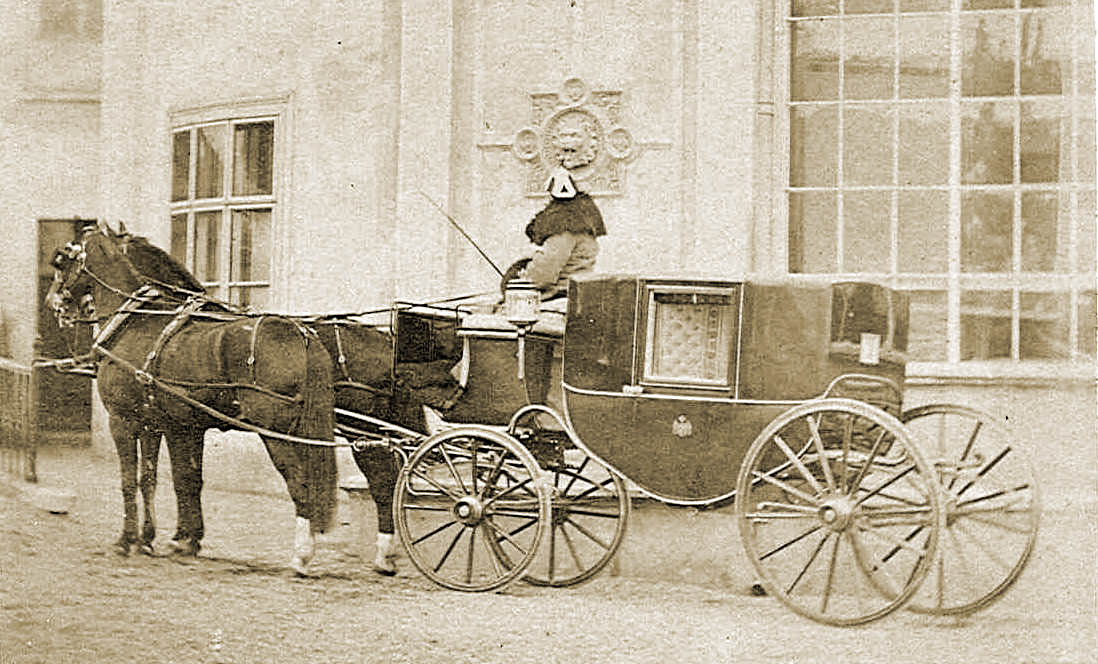
귀족 가문의 코치, c. 1870

캐리지(carriage, 약칭 carr 또는 cge)라는 단어는 고대 북프랑스어 cariage에서 유래했으며, 차량에 싣는다는 의미이다. 14세기 초 (아마도 후기 라틴어 carro, 자동차에서 파생됨)에도 상품용 2륜 수레를 의미하는 카(car)라는 단어가 고대 북프랑스어에서 유래했으며, 철도 객차에도 사용되고 19세기 말경 미국에서 초기 자동차(automobile)는 잠시 호스리스 캐리지(horseless carriage)라고 불렸다.

## 역사

### 초기 역사
켈트족 무덤에서 발견된 일부 캐리지는 그 플랫폼이 탄력적으로 매달려 있었다는 단서를 보여준다. 4륜 왜건은 청동기 시대 유럽에서 사용되었으며, 발굴을 통해 알려진 형태는 그때부터 바퀴와 하체(모터카 시대까지 살아남은)의 기본 건축 기술이 확립되었음을 시사한다.
기원전 제3천년기에 처음 시제품이 제작된 달구지는 소나 물소가 끄는 큰 2륜 수레이다. 소 사이에 견고한 나무 막대, 한 쌍의 소를 연결하는 멍에, 승객이나 화물을 위한 나무 플랫폼, 그리고 큰 강철 테두리가 있는 나무 바퀴를 포함한다.
2륜 캐리지 모델은 인더스 문명에서 하라파, 모헨조다로, 찬후다로와 같은 다양한 유적지에서 발견된 쌍마 복개 캐리지(covered carriages)로, 에카와 유사하다. 기록상 가장 오래된 캐리지 종류는 전차 (고대 무기)로, 기원전 1900년경 메소포타미아에 도달했다. 이집트인, 근동인, 유럽인들이 일반적으로 전쟁에 사용했으며, 본질적으로 1~2명의 서 있는 승객을 태우는 2륜 경량 분지형 구조였고, 1~2마리의 말이 끌었다. 전차는 전장의 중요한 지역으로 신선한 전사를 신속하게 전달했기 때문에 혁신적이고 효과적이었다.

### 로마 캐리지

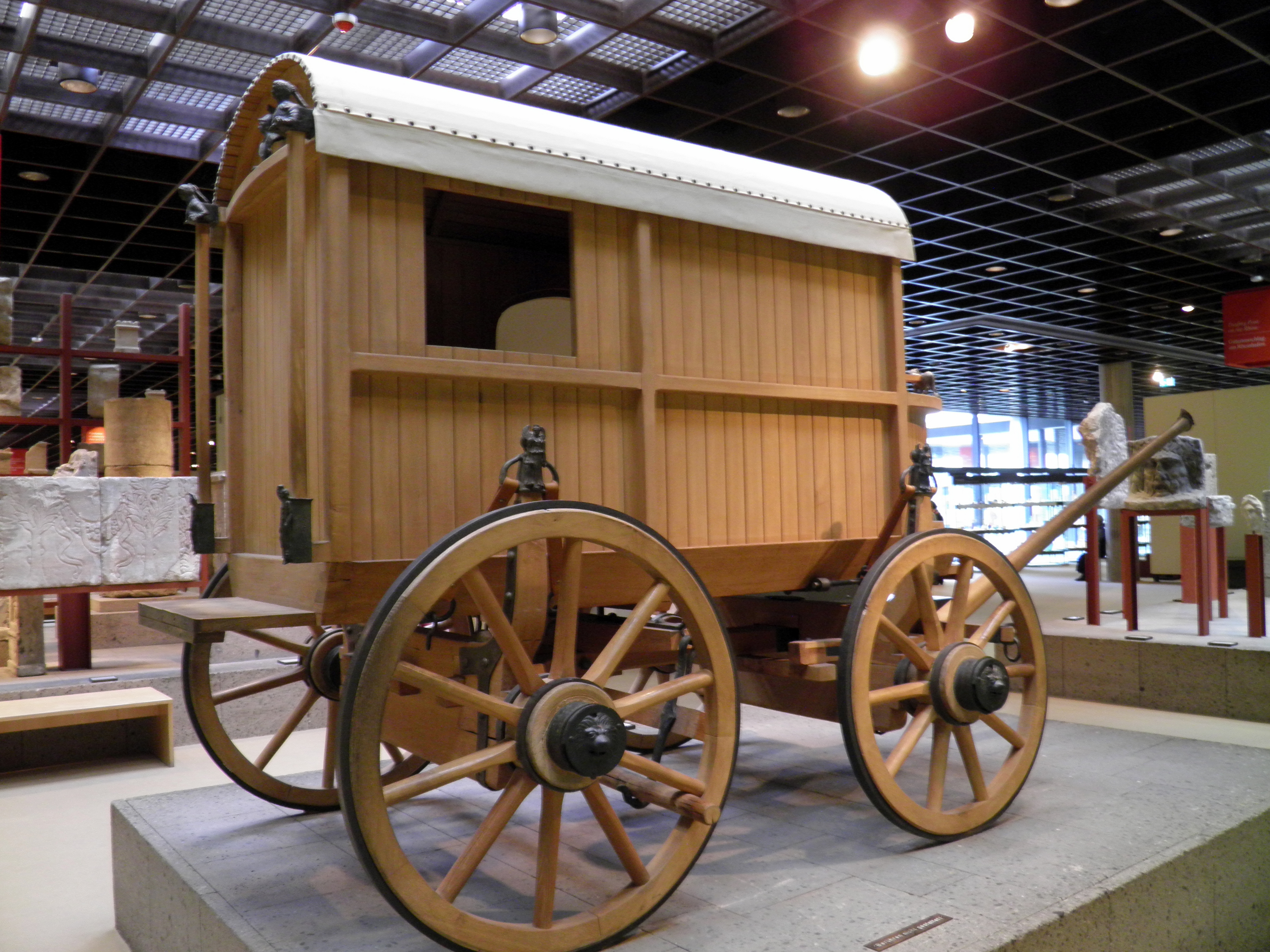
청동 장식으로 풍부하게 장식된 로마 여행 캐리지 복원, 로마노-게르만 박물관, 쾰른

기원전 1세기 로마 공화국 사람들은 육로 여행에 스프링이 달린 왜건을 사용했다. 로마 캐리지는 발굴에서 발견된 캐리지 부품이 시사하는 바와 같이 사슬이나 가죽 끈에 어떤 형태의 서스펜션을 사용했을 가능성이 높다. 2021년 고고학자들은 고대 로마 도시 폼페이 근처에서 의례용 4륜 캐리지인 필렌툼의 유적을 발견했다. 필렌툼은 결혼식과 같은 의식에 사용되었을 것으로 추정된다. 이 발견은 "탁월한 보존 상태"로 묘사되었다.

### 고대 중국 캐리지

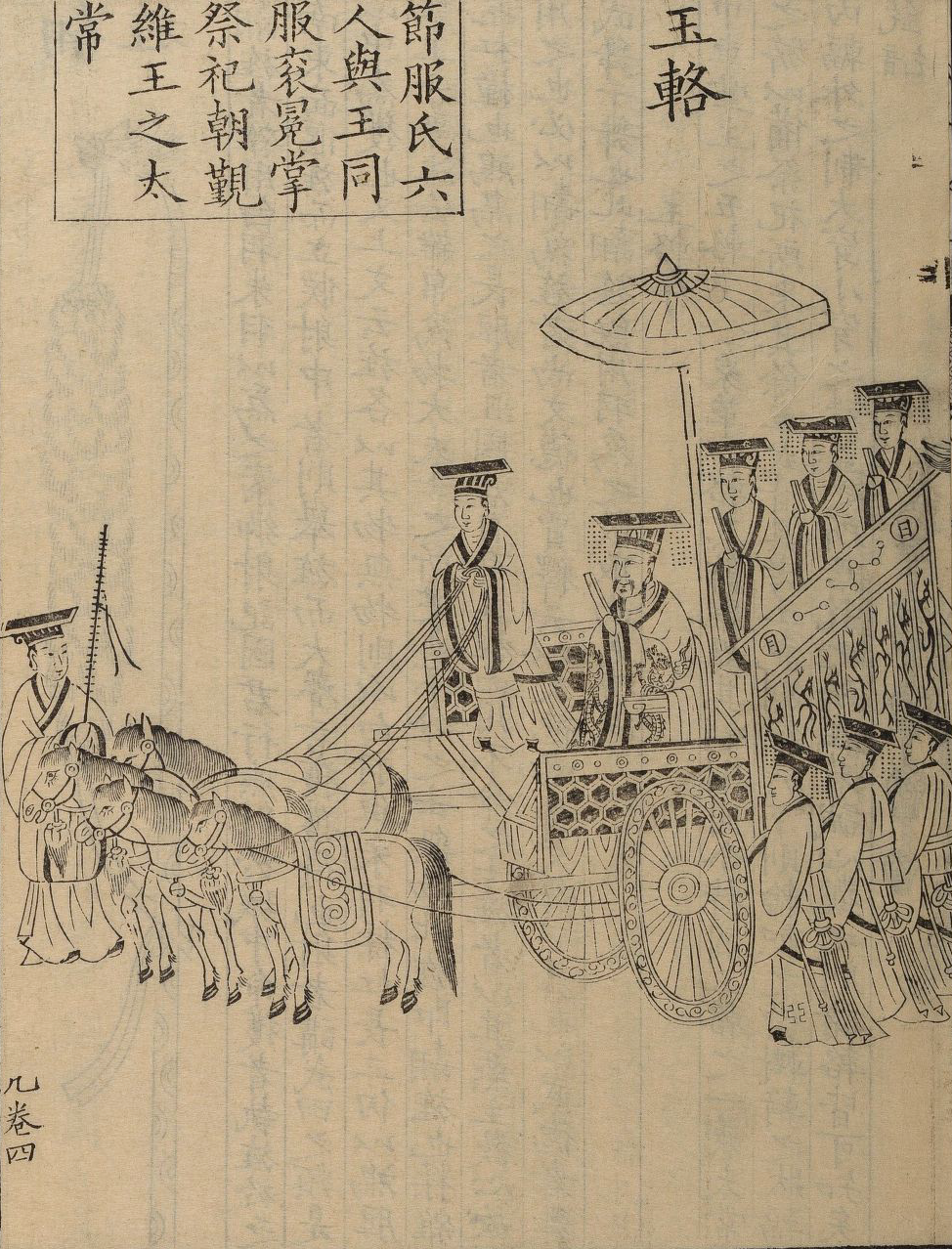
중국 황제가 사용했던 전차 유로(玉輅)

중국이 언제부터 캐리지를 사용하기 시작했는지 정확한 날짜는 알 수 없지만, 허난성에서 발견된 초기 갑골문자는 캐리지가 이미 다양한 형태로 발전했음을 보여준다.
중국 전차의 가장 초기 고고학적 증거는 1933년 허난성 안양 후강에서 발견된 전차 매장지로, 후기 상나라의 무정 왕 통치 시기(기원전  1250c.년경)로 거슬러 올라간다. 갑골문자는 상나라의 서쪽 적들이 전투에서 제한된 수의 전차를 사용했지만, 상나라 자체는 이동 지휘 차량과 왕실 사냥에서만 전차를 사용했음을 시사한다.
상나라 시대에는 왕실 구성원들이 전차, 말, 마부 등 가재도구와 하인들과 함께 매장되었다. 상나라 전차는 종종 두 마리의 말이 끌었지만, 네 마리 말 버전도 가끔 매장지에서 발견된다.
자크 제르네는 기원전 1046년경 상나라를 정복한 주나라가 상나라보다 전차를 더 많이 사용했으며 "네 마리 말을 나란히 사용하는 새로운 종류의 마구를 발명했다"고 주장한다. 승무원은 궁수, 마부, 그리고 때로는 창이나 과로 무장한 세 번째 전사로 구성되었다. 기원전 8세기부터 5세기까지 중국의 전차 사용은 절정에 달했다. 전차가 더 많이 나타났지만, 보병은 종종 전투에서 전차병을 이겼다.
전차를 대량으로 사용하는 전쟁은 전국 시대 (기원전 476-221년) 이후 거의 쓸모없게 되었다. 주된 이유는 쇠뇌 사용 증가, 최대 18 피트 (5.49 m) 길이의 장창과 최대 22 피트 (6.71 m) 길이의 창 사용, 표준 기병대 도입, 그리고 유목민 기병대의 기마궁수 적응으로, 이들이 더 효과적이었다. 전차는 진나라 (기원전 221-206년)와 한나라 (기원전 206년–서기 220년) 시대에 장교들의 지휘소 역할을 계속했으며, 한나라 시대에는 한흉노 전쟁 (기원전 133년~서기 89년)에서 특히 모베이 전투 (기원전 119년)에서 흉노 연맹에 맞서 장갑 전차도 사용되었다.
한나라 이전에는 중국 국가와 왕조의 힘은 종종 그들이 보유한 것으로 알려진 전차의 수로 측정되었다. 1천 대의 전차를 가진 국가는 중급 국가로, 1만 대의 전차를 가진 국가는 거대하고 강력한 국가로 평가되었다.

### 중세 캐리지

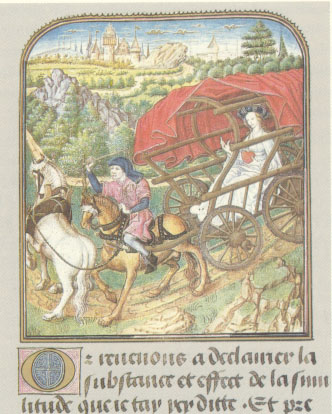
말이 끄는 왜건, 1455년경

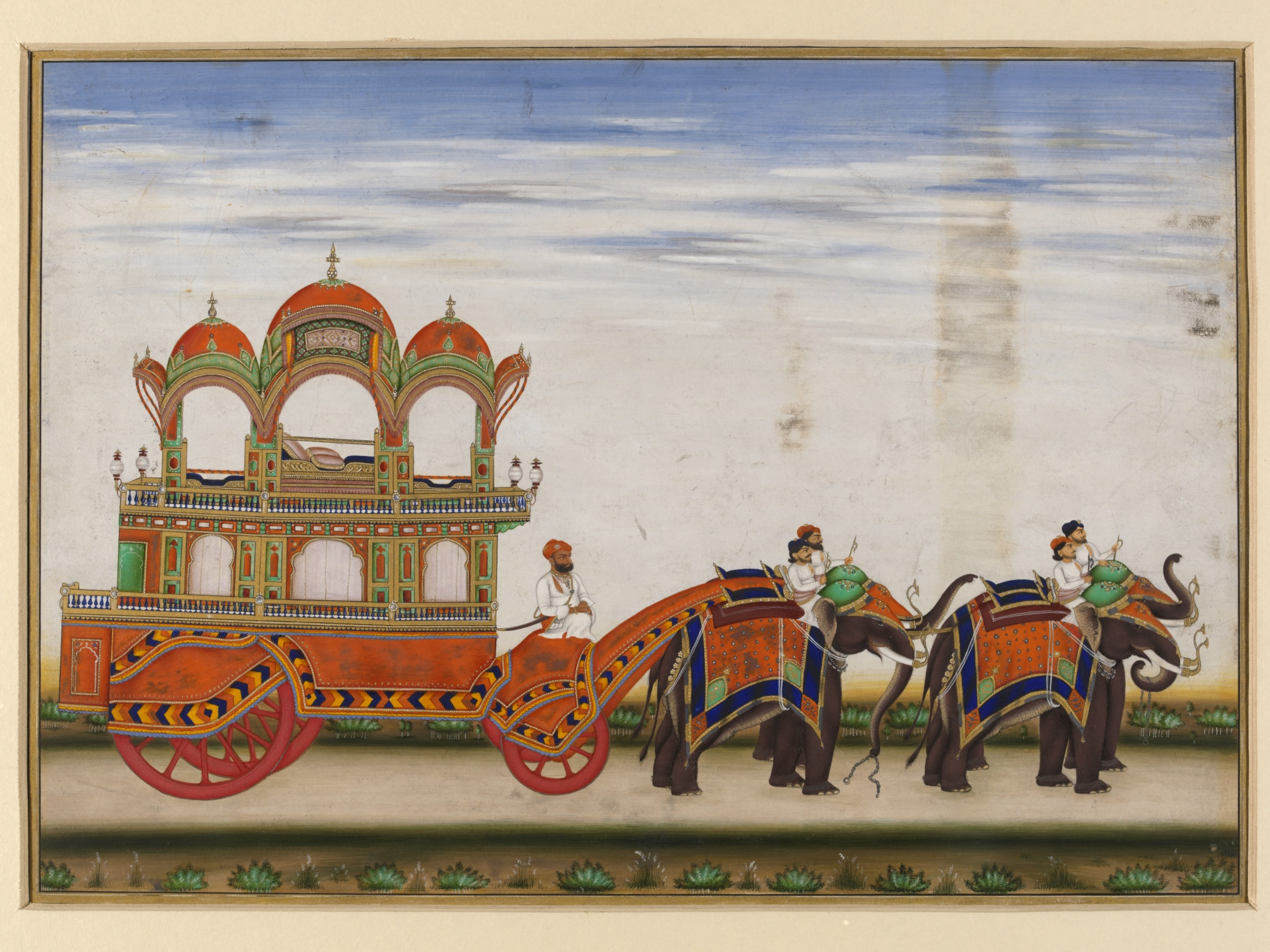
코끼리 네 마리가 끄는 2층 캐리지

중세 캐리지는 일반적으로 미국에서 친숙한 코네스토가 왜건과 유사한 둥근 지붕("틸트")이 있는 4륜 왜건 형태였다. 청동기 시대부터 알려진 바퀴와 하체의 전통적인 형태를 공유하며, 고대 세계로부터 연속적으로 회전하는 앞차축도 사용했을 가능성이 매우 높다. (사슬에 매달린) 서스펜션은 14세기('샤르 브랑랑' 또는 흔들리는 캐리지)의 시각적 이미지와 서면 기록에 기록되어 있으며, 15세기에는 널리 사용되었다. 캐리지는 주로 왕족, 귀족(특히 여성)이 사용했으며, 정교하게 장식되고 금도금될 수 있었다. 이 캐리지들은 일반적으로 4륜이었고 크기와 신분에 따라 2~4마리의 말이 끌었다. 나무와 철은 캐리지 제작에 필요한 주요 재료였고, 왕족이 아닌 사람들이 사용한 캐리지는 단순한 가죽으로 덮여 있었다.
다른 형태의 캐리지는 14세기의 페이지언트 왜건이었다. 역사가들은 페이지언트 왜건의 구조와 크기에 대해 논쟁을 벌이고 있지만, 일반적으로 왜건의 크기에 따라 4~6륜에 놓인 작은 집 모양의 구조물이다. 페이지언트 왜건은 14세기까지 대부분의 캐리지가 2륜 또는 3륜이었다는 점에서 중요하다. 전차, 흔들리는 캐리지, 유모차는 페이지언트 왜건 이전에 존재했던 캐리지의 두 가지 예이다. 역사가들은 페이지언트 왜건이 바퀴를 돌릴 수 있는 피벗 액슬 시스템으로 만들어졌는지 여부에 대해서도 논쟁을 벌인다. 4륜 또는 6륜 페이지언트 왜건이든 상관없이 대부분의 역사가들은 많은 도로가 구불구불하고 날카로운 회전이 있었기 때문에 페이지언트 왜건에 피벗 액슬 시스템이 구현되었다고 주장한다. 6륜 페이지언트 왜건은 캐리지의 또 다른 혁신을 나타낸다. 이들은 여러 피벗 액슬을 사용한 최초의 캐리지 중 하나였다. 피벗 액슬은 앞바퀴와 중간 바퀴에 사용되었다. 이를 통해 말이 자유롭게 움직이고 도로 또는 경로에 따라 캐리지를 조종할 수 있었다.

### 코치

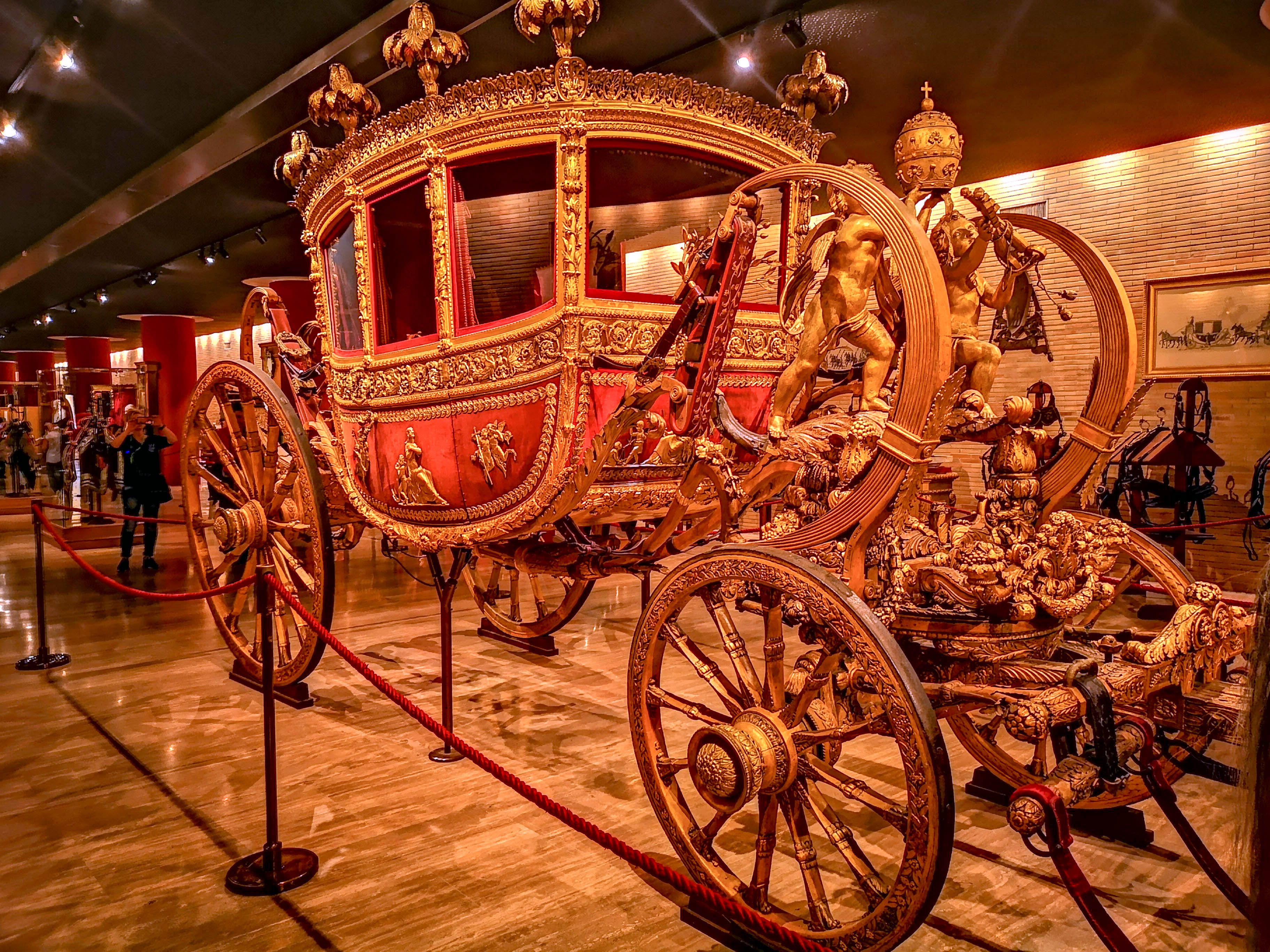
"그랜드 갈라 베를린", 1824년~1826년 교황 레오 12세를 위해 로마에서 제작된 갈라 코치. 교황 그레고리오 16세가 중요한 수정 사항을 요청했다.

캐리지 역사에서 큰 혁신 중 하나는 서스펜션 캐리지 또는 샤르 브랑랑의 발명이었다(이것이 로마 시대의 혁신인지 중세 시대의 혁신인지는 여전히 불확실하다). 중세 그림에 등장하는 "샤르 브랑랑"은 이전에 믿어졌던 것과 달리 가죽 끈이 아닌 사슬에 매달려 있었다. 사슬이든 가죽이든 서스펜션은 캐리지 본체가 더 이상 차축에 놓이지 않고 모든 방향으로 흔들릴 수 있었기 때문에 더 부드러운 승차감을 제공할 수 있었지만, 모든 방향으로 흔들리는 것(브랑랑)을 막을 수는 없었다. 그림(및 현존하는 예시)에서 중세의 둥근 지붕이 있는 서스펜션 캐리지는 광범위한 유럽 유형으로, 수많은 이름(자동차, 쿠르러스, 샤르, 샤리엇)으로 불렸음이 분명하다.
14세기 영국에서는 럿트렐 시편에 그림으로 그려진 것과 같은 캐리지가 여전히 귀족 교통수단으로 상당히 드물었을 것이며, 세기 말까지는 매우 비쌌을 것이다. 이들은 차체 아래에 윤활 처리된 차축으로 연결된 높이 6피트의 6개 살 바퀴가 달린 4륜이었을 것이며, 반드시 서스펜션이 있었던 것은 아니다. 차체는 오크 빔으로 만들어졌고, 배럴 모양의 지붕은 밝게 칠해진 가죽이나 천으로 덮여 있었다. 내부는 좌석, 침대, 쿠션, 태피스트리, 심지어 러그까지 포함했을 것이다. 이들은 4~5마리의 말이 끌었을 것이다.
빠른 여행을 즐겼던 마티아스 코르비누스 왕(1458-90) 치세에 헝가리인들은 빠른 도로 운송을 개발했고, 부다페스트와 빈 사이의 마을 코치는 중요한 역마차가 되었으며, 새로운 차량 유형에 이름을 붙였다. 헝가리 "코치 왜건"의 가장 초기 그림은 어떤 서스펜션도 표시하지 않으며, 경량 등나무 세공으로 만든 높은 측면의 차체와 일반적으로 세 마리의 말이 끄는 모습을 보여준다. 이후 모델은 상당히 가벼워졌으며 한 마리의 말로도 많은 승객을 끌 수 있다는 점에서 유명해졌다.

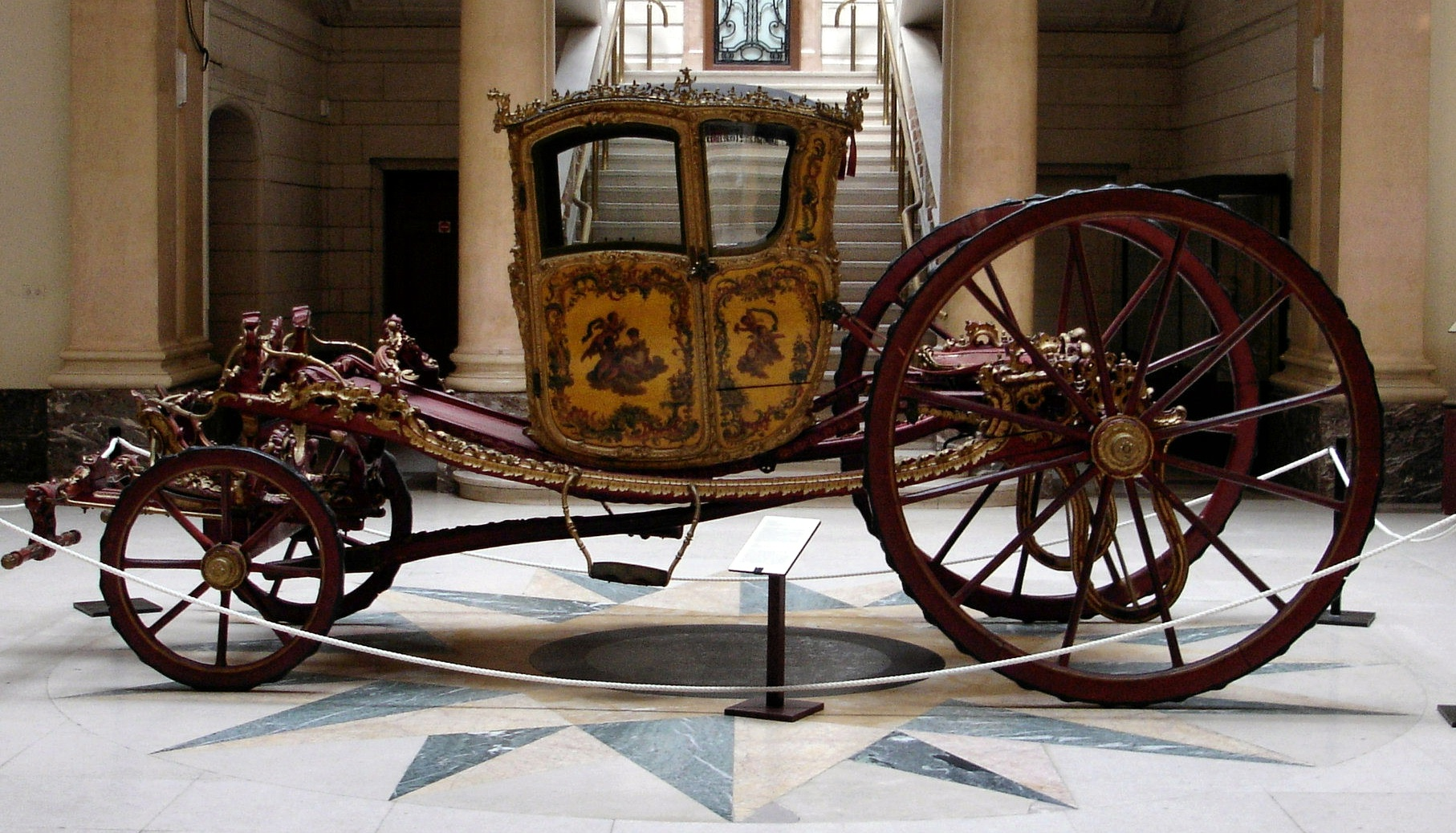
갈라 쿠페, 1750–1770년경; 왕립 미술 역사 박물관, 브뤼셀

헝가리 코치는 유럽 전역으로 퍼져나갔고, 처음에는 다소 느리게 퍼졌다. 부분적으로는 마티아스 왕비 아라곤의 베아트릭스의 조카인 페라라의 이폴리토 데스테 (1479–1520) 때문이었는데, 그는 아주 젊은 에스테르곰의 대주교로서 헝가리 승마에 취미를 붙여 자신의 캐리지와 마부를 이탈리아로 데려갔다. 그러다 갑자기, 1550년경 유럽 주요 도시에 "코치"가 등장했고, 새로운 단어가 모든 언어의 어휘에 들어갔다. 그러나 새로운 "코치"는 특정 차량 유형만큼이나 유행하는 개념(남성을 위한 빠른 도로 여행)이었던 것으로 보이며, 서스펜션 사용(이전에 등장함)이나 스프링 채택(이후에 등장함)에서 혁신을 동반하는 명백한 기술적 변화는 없다. 16세기 후반 유럽 전역으로 사용이 확산되면서, 코치의 차체 구조는 궁극적으로 변경되어 둥근 지붕에서 1600년경까지 모든 곳에서 표준이 된 "4기둥" 캐리지로 바뀌었다.

### 코치의 이후 개발

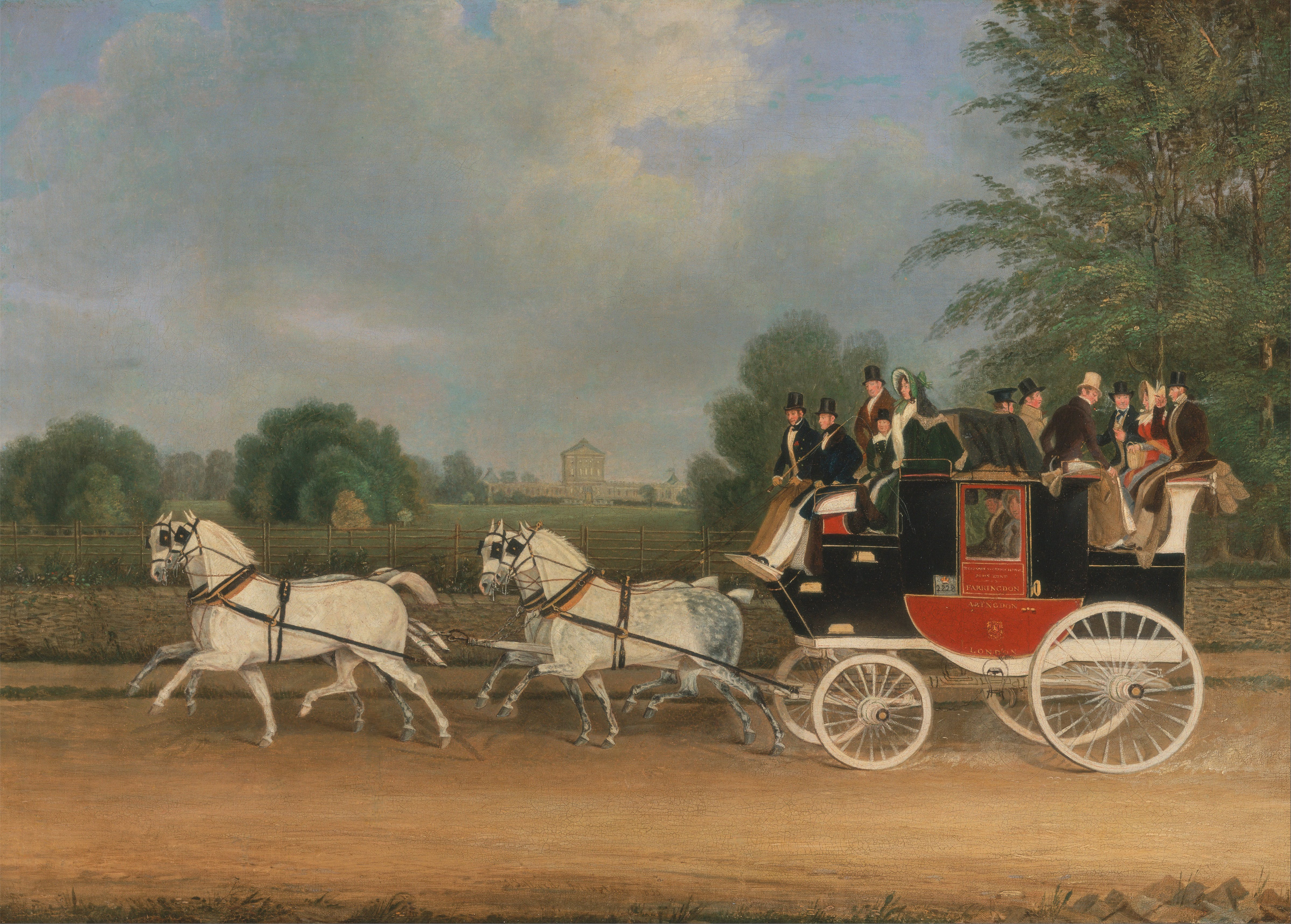
런던-패링던 코치, 1835년

코치는 측면에 문이 있었고, 가죽으로 보호된 철제 발판이 있어 하인들이 탈 수 있는 "부트"가 되었다. 마부는 앞쪽에 있는 좌석에 앉았고, 가장 중요한 탑승자는 뒤쪽에 앉아 앞을 향했다. 가장 초기 코치는 코부르크 요새, 리스본, 모스크바 크렘린에서 볼 수 있으며, 유럽 예술에서 흔한 것이 되었다. 강철 스프링과 유리가 추가로 혁신된 것은 17세기가 되어서야였고, 도로 포장이 개선된 18세기가 되어서야 강철 C-스프링 도입으로 큰 혁신이 이루어졌다.
새로운 유형의 서스펜션 또는 기타 기능을 위해 많은 혁신이 제안되었고 일부는 특허를 받았다. 조향 시스템에 대한 변화가 제안된 것은 18세기가 되어서야였고, 회전하는 앞 차축 대신 'fifth wheel'을 사용하는 것 등이 포함되었으며, 이를 통해 캐리지가 회전했다. 또 다른 제안은 매년 약 10,000마일을 운전하며 영국 전역의 환자를 방문하던 젊은 영국 의사 이래즈머스 다윈에게서 나왔다. 다윈은 일반적으로 사용되는 경량 캐리지 또는 헝가리 캐리지의 두 가지 본질적인 문제점 또는 단점을 발견했다. 첫째, 앞바퀴는 수년 동안 사용되어 온 회전하는 앞 차축으로 회전되었지만, 이 바퀴는 종종 상당히 작았고 따라서 운전자, 캐리지, 말은 도로의 모든 충격을 느꼈다. 둘째, 그는 전복될 위험을 인식했다.
회전하는 앞 차축은 회전 내부의 바퀴가 외부 앞바퀴보다 더 날카롭게 회전할 수 있기 때문에 캐리지의 베이스를 직사각형에서 삼각형으로 바꾼다. 다윈은 두 앞바퀴가 (앞 차축과 독립적으로) 뒷 차축의 연장선상에 있는 중심 주위로 회전하는 원리를 제안하여 이러한 불충분함을 해결할 것을 제안했다. 이 아이디어는 나중에 1818년 애커만 조향 장치로 특허를 받았다. 다윈은 그러면 캐리지를 끄는 것이 더 쉬워지고 전복될 가능성이 적다고 주장했다.
북미에서의 캐리지 사용은 유럽 정착민들의 정착과 함께 시작되었다. 초기 식민지 시대의 말 길은 특히 식민지 개척자들이 남서쪽으로 영토를 확장함에 따라 빠르게 도로로 발전했다. 식민지 개척자들은 이러한 도로와 북부와 남부 사이의 무역이 증가함에 따라 수레를 사용하기 시작했다. 결국, 사람뿐만 아니라 물품도 운송하기 위해 캐리지나 코치가 필요하게 되었다. 유럽과 마찬가지로 전차, 코치, 캐리지는 신분의 상징이었다. 남부의 담배 재배자들은 캐리지를 인간 수송 형태로 사용한 최초의 미국인 중 일부였다. 남부 식민지에서 담배 재배 산업이 성장함에 따라 캐리지, 코치, 왜건의 빈도도 증가했다. 18세기 초반에 식민지에서 바퀴 달린 차량 사용은 최고조에 달했다. 캐리지, 코치, 왜건은 바퀴 수에 따라 세금이 부과되었다. 이러한 세금은 주로 남부에 부과되었는데, 남부는 북부에 비해 말과 바퀴 달린 차량 수가 월등히 많았기 때문이다. 그러나 유럽은 다른 어떤 곳보다 캐리지 운송을 훨씬 더 자주, 훨씬 더 큰 규모로 사용했다.

### 종말
증기 추진력이 점점 더 많은 관심과 연구를 유발하기 시작하면서 캐리지와 코치는 사라지기 시작했다. 증기 동력은 1895년 영국에서 쓰여진 "말고기 vs 증기"라는 신문 기사에서 분명히 알 수 있듯이 동물 동력과의 싸움에서 빠르게 승리했다. 이 기사는 주요 운송 수단으로서 캐리지의 종말을 강조한다.

### 오늘날
오늘날 캐리지는 아만파와 같은 일부 소수 집단에 의해 미국에서 일상적인 운송 수단으로 여전히 사용되고 있다. 또한 브뤼허, 빈, 뉴올리언스, 리틀록과 같은 도시에서 관광용 관광 차량으로도 여전히 사용되고 있다.
가장 완전한 작동 상태의 캐리지 컬렉션은 런던 로열 뮤즈에서 볼 수 있으며, 이곳에서는 다양한 차량이 정기적으로 사용되고 있다. 이들은 마부복을 입은 마부, 발판 승무원, 포스틸리온으로 구성된 직원들이 지원한다. 말들은 특히 의례 행사 동안 왕실 가사를 지원함으로써 생계를 유지한다. "덮개 브레이크"로 알려진 큰 캐리지를 끄는 말들은 세인트 제임스 궁전에서 버킹엄 궁전에서 열리는 서임식에 독특한 붉은 제복을 입은 근위병을 태우러 간다. 고위 위원이나 대사는 란도를 타고 국왕 및 왕비와의 접견 장소로 이동하고, 방문하는 국가 원수는 공식 도착 의식 장소로 이동하며, 왕실 구성원은 트루핑 더 컬러, 윈저 성에서의 가터 훈장 수여식, 그리고 로열 애스콧 각 날의 시작을 알리는 캐리지 행렬 동안 로열 뮤즈 코치를 타고 이동한다.

## 구조

### 차체

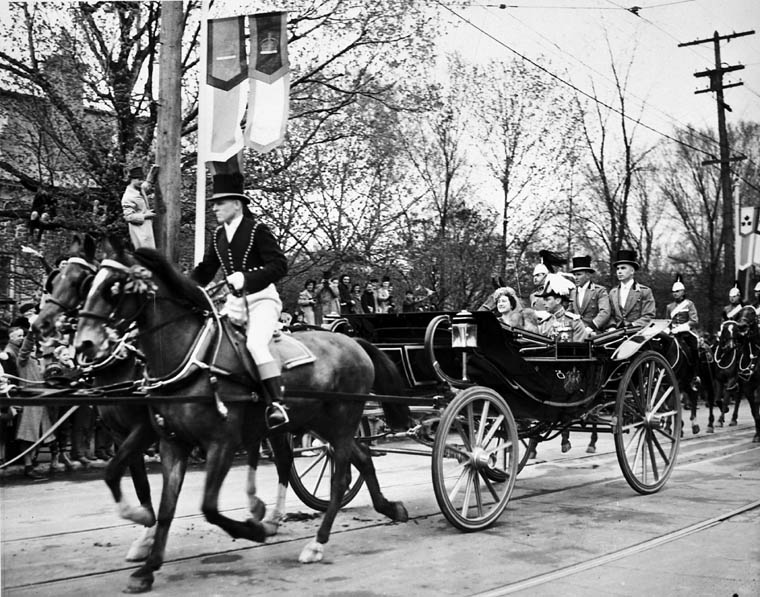
조지 6세와 엘리자베스 왕비가 발판 승무원과 포스틸리온과 함께 란도에 앉아 근거리 바퀴 말에 타고 두 마리 팀을 모두 제어하고 있다. 캐나다, 1939년

캐리지는 종류에 따라 닫힌 형태일 수도 있고 열린 형태일 수도 있다. 캐리지 차체의 상부 덮개는 헤드 또는 후드라고 불리며, 때로는 유연하게 접을 수 있도록 설계되었다. 이러한 접이식 상부는 벨로우 탑 또는 캘래시라고 불린다. 후프스틱은 이러한 종류의 후드를 위한 가벼운 프레임 구성원이다. 코치의 상부, 지붕 또는 2층 칸막이는 임페리얼이라고 불렸다. 닫힌 캐리지는 문에 있는 창문뿐만 아니라 쿼터 라이트(영국)라고 불리는 측면 창문을 가질 수 있으며, 따라서 "글라스 코치"라고 불린다. 개방형 캐리지의 앞부분에는 대시보드라고 불리는 나무 또는 가죽 스크린이 말의 발뒤꿈치에 의해 튀어 올라오는 물, 진흙 또는 눈을 막아준다. 대시보드 또는 캐리지 상부에는 때때로 윙(영국)이라고 불리는 돌출된 측면 부분이 있다. 발판 또는 발판판은 캐리지 계단 역할을 할 수 있다.
캐리지 운전자는 보통 높고 작은 상자나 퍼치에 앉는다. 앞쪽에 있을 때는 디키 박스라고 알려져 있으며, 이는 하인들을 위한 뒷좌석에도 사용되는 용어이다. 발판 승무원은 뒷바퀴 사이의 캐리지 차체 뒤에 있는 발판 또는 럼블이라고 불리는 좌석을 사용할 수 있다. 일부 캐리지에는 접이식 작은 좌석인 점프 시트가 있다. 일부 좌석에는 레이지백이라고 불리는 등받이가 부착되어 있다.
캐리지의 샤프트는 영어 방언으로 림버라고 불렸다. 다양한 나무의 질긴 탄성 있는 나무인 랜스우드는 특히 캐리지 샤프트에 자주 사용되었다. 샤프트의 철제 걸쇠와 고리형 끈으로 구성된 홀드백은 말이 차량을 뒤로 움직이거나 잡아둘 수 있도록 한다. 캐리지 텅의 끝은 말뚝의 끝에 있는 요크라고 불리는 막대로 마구의 칼라에 매달려 있다. 말뚝 끝에 있는 콕아이(cockeye)라고 불리는 고리가 캐리지에 부착된다.
일부 캐리지 유형에서는 차체가 스프링 역할을 하는 여러 개의 가죽 끈인 솔브레이스 또는 브레이스에 매달려 있다.

### 하체
캐리지 본체 아래에는 러닝 기어와 섀시로 구성된 언더기어 또는 하체(또는 단순히 캐리지)가 있다. 본체와 구별되는 바퀴와 차축은 러닝 기어이다. 바퀴는 차축 또는 액슬트리라고 불리는 막대 또는 빔의 끝에 있는 베어링 또는 스핀들 위에서 회전한다. 대부분의 캐리지는 하나 또는 두 개의 차축을 가지고 있다. 4륜 차량에서 러닝 기어의 앞부분 또는 포캐리지는 앞 차축이 고정된 뒷 차축과 독립적으로 회전할 수 있도록 배열되어 있다. 일부 캐리지에서는 끝 근처에서 직각으로 두 번 구부러진 낮은 차축이 큰 바퀴와 함께 낮은 차체를 허용한다. 먼지판이라고 불리는 보호대가 차축 암에서 먼지가 들어가는 것을 막아준다.
여러 구조 부재가 캐리지 본체를 지지하는 섀시의 일부를 형성한다. 앞 차축과 그 위에 있는 스프린터 바(스프링 지지)는 앞 차축에서 이어지는 기둥을 위한 소켓을 형성하는 퓌첼이라고 불리는 나무 또는 금속 조각으로 연결된다. 강도와 지지를 위해 백스테이라고 불리는 막대가 뒷 차축의 양쪽 끝에서 리치, 기둥 또는 앞 차축 위의 앞 보강대에 연결되는 막대까지 확장될 수 있다.
드래그, 드래그슈, 슈 또는 스키드팬이라고 불리는 스키드는 바퀴의 움직임을 지연시킨다. 1841년의 런던 특허는 그러한 장치 중 하나를 설명한다: "바퀴 반지름보다 약간 긴 철제 빔이 차축 아래에 힌지되어 있어 지면에 닿도록 놓이면 차량의 전방 운동량으로 인해 차축에 박힌다". 이 수정의 원래 특징은 빔을 수축시키기 위해 캐리지를 멈춰 유용한 운동량을 잃어야 하는 일반적인 관행 대신에 빔을 제자리에 고정하는 사슬이 해제되어(운전자의 위치에서) 뒤쪽 방향으로 더 회전하여 차축을 해제할 수 있다는 것이다. "펜던트 레버"와 스트랩 시스템은 빔이 원래 위치로 돌아와 추가 사용을 준비할 수 있도록 한다.
방향타 또는 트리거라고 불리는 걸쇠 또는 블록은 경사면에서 바퀴를 잡는 데 사용될 수 있다.
피프스 휠이라고 불리는 수평 바퀴 또는 바퀴의 일부는 때때로 캐리지가 기울어지는 것을 방지하기 위해 확장된 지지대를 형성한다. 이는 앞 차축 위와 차체 아래의 킹볼트 또는 퍼치볼트 주위로 서로 회전하는 두 부분으로 구성된다. 헤드블록이라고 불리는 나무 블록이 피프스 휠과 앞 스프링 사이에 배치될 수 있다.

### 바퀴

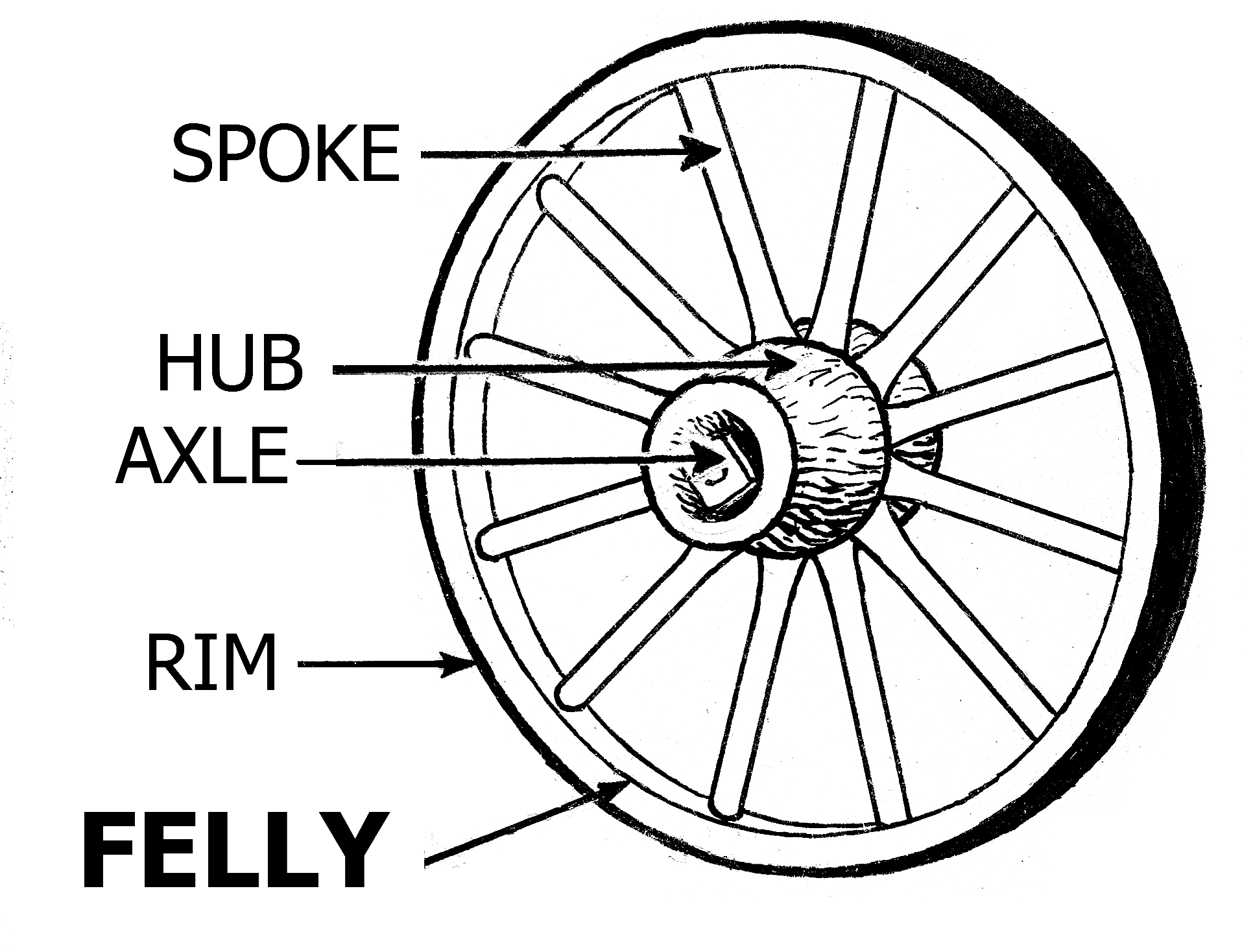
바퀴 부품

바퀴의 기본 부품은 네이브(또는 허브), 바퀴살, 펠로(펠리) 및 타이어(타이어)이다.
나무 바퀴에서 네이브는 중앙 블록이다. 이것은 허브 역할을 한다. 각 바퀴살의 한쪽 끝은 장부이음으로 네이브에 고정된다. 오래된 바퀴에서는 네이브에 바퀴가 흔들리는 것을 방지하기 위해 차축 위로 맞는 6인치 슬리브가 있었다. 이것은 자주 그리스칠을 해야 했다. 현대 바퀴는 허브에 금속 베어링을 사용한다.:197:232
바퀴살은 중앙의 네이브 또는 허브에 맞춰서 바깥쪽으로 방사상으로 퍼져나가고 바깥쪽 가장자리의 펠로에 결합되는 부품이다.:251:233
나무 바퀴에서 펠로는 바퀴 테두리를 만들기 위해 원형으로 조립된 여러 개의 구부러진 나무 조각 중 하나이다. 이것들은 바퀴살의 바깥쪽 끝에 맞춰진다. 때로는 "펠리"라고도 쓴다.:119:231 원을 만드는 데 필요한 펠로의 수는 지역, 시대 및 바퀴 크기에 따라 달랐으며, 구부러진 나무로 된 최소 두 개의 반원에서 각 펠로당 최소 두 개의 바퀴살을 가진 여러 개의 펠로까지 있었다.:83 펠로는 나무 목공의 일부이며 현대 금속 캐리지 바퀴에는 없다.
테두리는 바퀴의 바깥쪽 가장자리이며, 일부는 타이어를 테두리라고 부르기도 한다.:233
타이어 또는 타이어는 펠로 바깥쪽에 붙는 보호 스트립이다. 타이어는 철이나 강철로 만들어졌으며, 보통 링 형태로 테두리에 뜨겁게 끼워졌다. 식어서 수축하면서 바퀴살과 펠로, 바퀴살과 네이브의 이음매를 조여 바퀴를 강화하고 더 단단하게 만들었다.:158 금속 타이어는 단단한 도로 표면에서 매우 시끄럽기 때문에 많은 캐리지 바퀴는 금속 채널에 끼워진 단단한 고무 타이어로 만들어졌다.
마라톤 캐리지와 같은 현대 스포츠 캐리지는 단단한 고무 타이어와 전체 금속 바퀴를 가지고 있다. 술키와 같은 일부 경량 캐리지는 금속 "자전거 바퀴살"과 공기 타이어를 가지고 있다.
나이가 들거나 건조한 기후 때문에 나무 바퀴는 수축하고 금속 링 타이어는 느슨해진다. 일상적으로 휠라이트가 링을 제거하고 '수축'시킨 다음 가열하여 다시 끼워 바퀴를 다시 조인다. 링을 수축시키는 도구를 "타이어 업세터" 또는 "타이어 수축기"라고 불렀다.

### 부속품, 가구 및 장비
원래 '부속품(fittings)'이라는 단어는 볼트나 브래킷과 같은 금속 요소를 가리켰고, '가구(furnishings)'는 가죽 제품이나 실내 장식 또는 마구의 금속 버클을 가리켰으며, '장비(appointments)'는 캐리지에 가져왔지만 캐리지의 일부는 아닌 것을 의미했지만, 시간이 지남에 따라 이 모든 단어는 혼합되어 캐리지 또는 장비의 더 작은 구성 요소 또는 부품을 의미하는 데 종종 상호 교환적으로 사용된다.:7 차량의 모든 반짝이는 금속 부속품은 황동(노란색) 또는 니켈(흰색)과 같이 한 가지 색상이어야 하며, 차량과 함께 사용되는 마구의 버클 색상과 일치해야 한다.:130 초기 호스리스 캐리지의 차체는 코치빌더가 캐리지 및 코치에 사용된 것과 동일한 부품을 사용하여 제작했으며, 일부 캐리지 용어는 현대의 자동차에도 남아 있다.
"우리는 초기 철도 객차가 기본적으로 철제 바퀴 달린 우편 캐리지였으며, 초기 자동차는 거기에 말이 묶여 있지 않았다는 점에서 말고기 캐리지 또는 쿠페와 다르지 않았다는 것을 잊지 말아야 한다." —라슬로 타르, 캐리지의 역사 중에서 :295

- 실내 장식: 좌석은 가죽, 넓은 천 또는 봉제 직물을 사용하여 실내 장식할 수 있다. 우아한 캐리지는 실내 장식된 벽과 천장, 금색 끈으로 장식된 단추 장식 벨벳 좌석을 가질 수 있다.[36]:6
- 캐리지 램프: 1700년경에 처음 사용된 석유 램프는 1800년대 내내 사용되었지만, 석유가 지저분했기 때문에 1800년대 후반에는 촛불로 대체되었다. 램프는 램프 브래킷에 장착되며, 보관, 매일 심지 다듬기 또는 낮 시간 동안 제거할 수 있다.[33]
- 부트: 캐리지의 여러 상자 모양 부품 중 작은 물건을 보관하는 데 사용되는 부품. 부트는 마부 좌석 아래, 승객 좌석 아래 또는 뒷바퀴 사이의 캐리지 차체 뒤에 있을 수 있다. 이것은 자동차의 주요 보관 공간에 대한 영국 영어 용어 부트의 사용으로 이어졌다.[33]:32[37]:184
- 채찍 소켓: 보통 대시보드 또는 운전자의 오른쪽에 장착된 채찍용 원통형 홀더.[33]:295
- 채찍: 딱딱한 막대(스톡이라고 함), 길고 유연한 가죽끈, 짧은 채찍끈으로 구성된 긴 채찍. 길이는 운전자(채찍꾼이라고도 함)에서 가장 앞쪽 말의 어깨까지의 거리에 적합해야 한다. 작은 조랑말과 수레로는 전체 길이가 7 또는 8피트인 채찍이 적합할 수 있지만, 네 마리 말을 운전하는 데는 전체 길이가 17피트가 필요할 수 있다. 운전 채찍은 소리를 내기 위해 "채찍질"하지 않지만, 말의 어깨나 그 근처에 채찍끈을 대는 의사소통 도구로 사용된다.[33]:294[38]:9
- 담요: 추운 날씨에는 운전자와 승객용 담요, 그리고 종종 말 담요도 부트에 보관할 수 있다.

## 캐리지 용어
캐리지 운전자는 채찍이라고 불린다. 캐리지를 운전하는 사업을 하는 사람은 마부였다. 마부복을 입은 사람은 발판 승무원이라고 불린다. 말을 탄 시종은 아웃라이더라고 불린다. 캐리지 스타터는 길가에서 승객을 태우는 차량의 흐름을 지휘했다. 캐리지를 빌려주는 사람은 해크니맨이었다.
부와 사회적 지위가 있는 상류층 사람, 즉 캐리지를 유지할 만큼 부유한 사람들은 캐리지 포크 또는 캐리지 트레이드라고 불렸다.
캐리지 승객은 종종 무릎 담요를 담요나 비슷한 다리, 무릎, 발 덮개로 사용했다.
외모와 세련된 행동으로 캐리지 사용에 특히 적합하도록 사육된 말은 캐리지 말이라고 불린다. 도로에서 사용하기 위한 말은 로드 말이다. 그러한 품종 중 하나는 베이 색으로 균일하고 좋은 체형과 강한 체질을 가진 클리블랜드 베이이다. 말은 브레이크 또는 브레이크라고 불리는 차체 없는 캐리지 프레임을 사용하여 길들였다.
캐리지 도그 또는 코치 도그는 캐리지 옆에서 달리도록 사육된다.
건물 입구에서 인접한 차도 위로 확장되어 방문객이 차량에 탑승하거나 하차할 때 보호하는 지붕이 있는 구조물은 캐리지 현관 또는 포르테 코셰르라고 알려져 있다. 캐리지를 위한 외부는 마구간으로, 종종 신랑 또는 기타 하인들을 위한 숙소와 결합되었다.
마구간은 말을 키웠고 보통 캐리지를 대여했다. 일반적으로 마구간(르미즈)과 마당, 안뜰 또는 거리 주변에 지어진 생활 공간으로 이루어진 마구간들은 뮤즈라고 불린다.
페이라미터라고 불리는 일종의 동력계는 도로 또는 트랙 위로 캐리지를 견인하는 데 필요한 동력을 나타낸다.

캐리지 예시
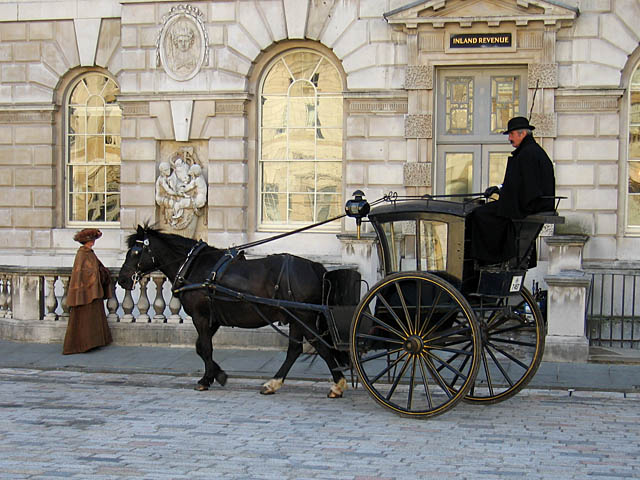
기간 영화 촬영에 개성을 더하는 핸섬캡과 운전사
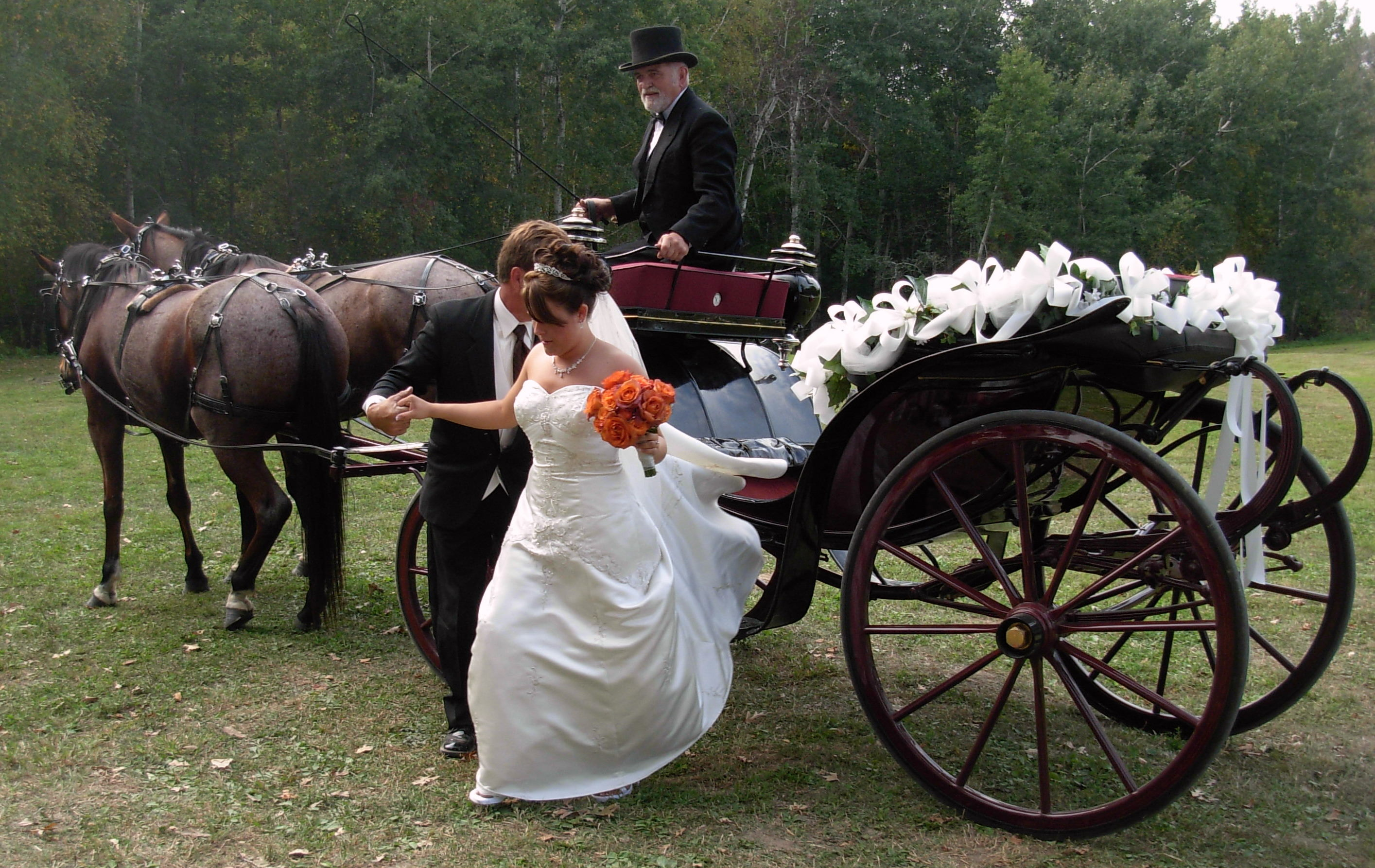
장식된 웨딩 캐리지에서 내려오는 신부
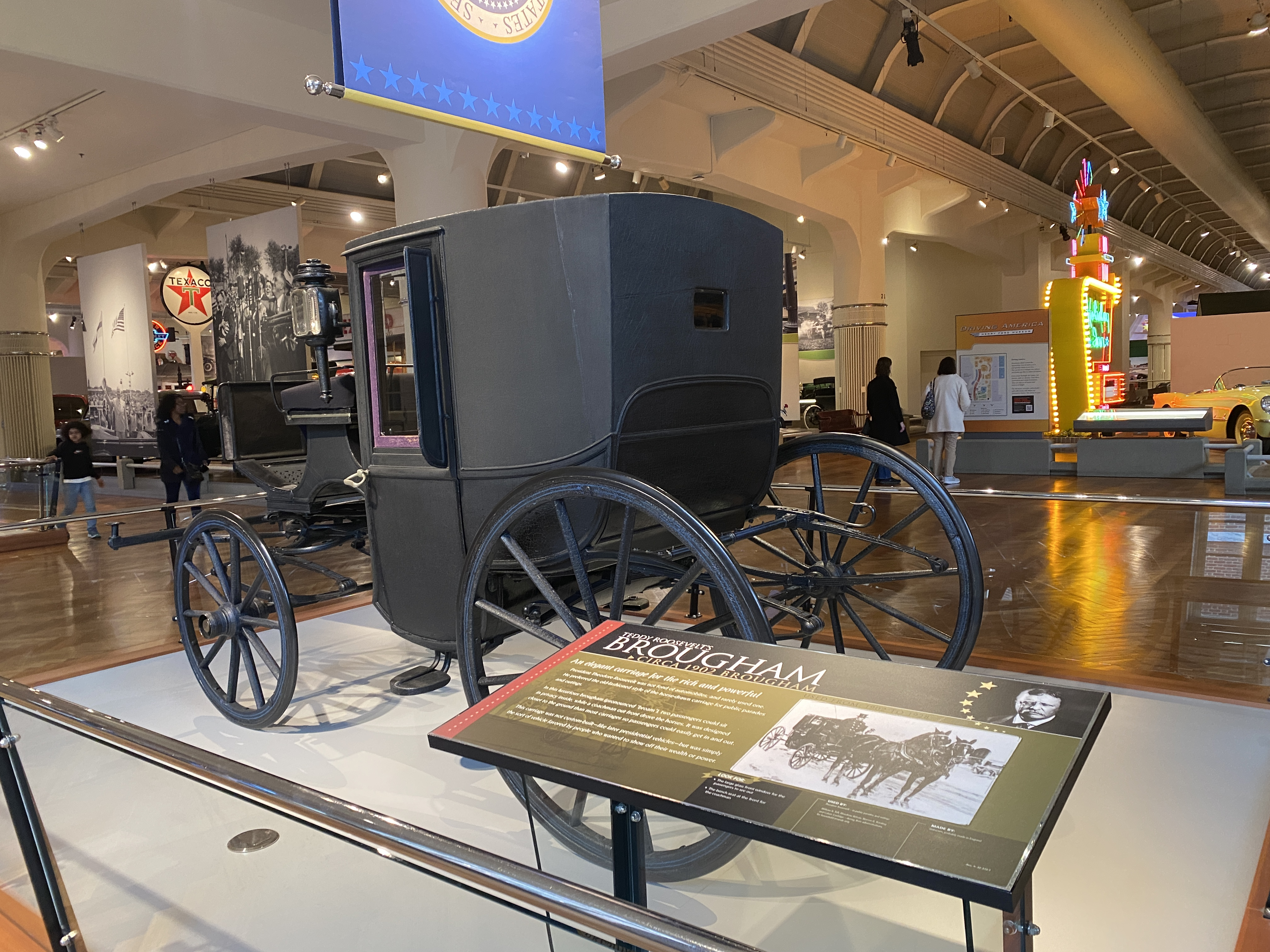
시어도어 루즈벨트 대통령의 브루엄

## 경기

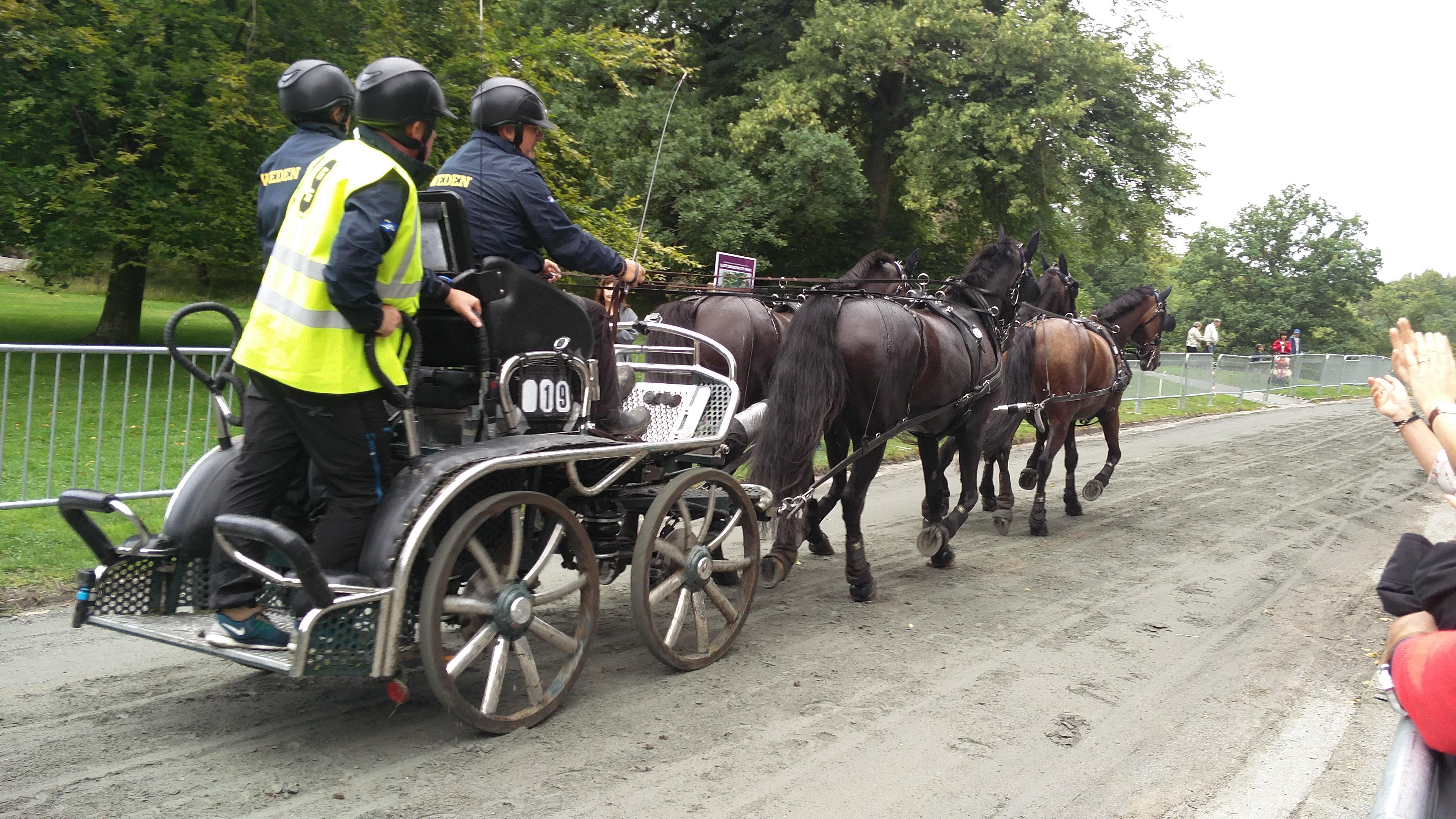
2017년 FEI 유럽 마장마술 선수권 대회에서 마라톤 캐리지

캐리지는 경쟁적인 승마 스포츠로 즐길 수 있다. 많은 마장마술에는 특정 캐리지 스타일, 말 품종 또는 차량 유형에 대한 캐리지 경기가 있다. 쇼 차량은 보통 캐리지, 수레, 또는 버기이며, 가끔 술키 또는 왜건도 포함된다. 현대의 첨단 기술 캐리지는 순전히 대회를 위해 제작되며, 종종 마라톤 캐리지라고 불린다.
국제적으로는 국제 승마 연맹(FEI) 및 각 회원국을 대표하는 국가 조직이 규제하는 승마 종목인 종합 캐리지 경기 또는 캐리지 시험이라는 종합 캐리지 경기에서 치열한 경쟁이 벌어진다. 세계 선수권 대회는 단마, 캐리지 쌍, 4마리 캐리지 선수권 대회를 포함하여 격년으로 개최된다. 4년 간격으로 개최되는 세계 승마 대회에는 4마리 캐리지 경기도 포함된다. 조랑말 캐리지 운전자의 경우, 조랑말 세계 선수권 대회는 2년마다 개최되며, 단마, 캐리지 쌍, 4마리 캐리지 종목이 포함된다.

## 캐리지 박물관 및 컬렉션

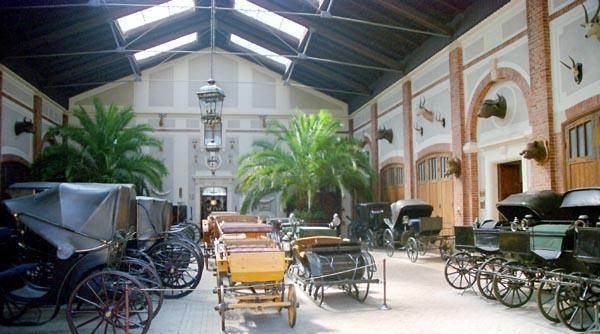
폴란드 완추트의 완추트성에 있는 캐리지 전시

아르헨티나
- 무피트(탄딜 독립 요새 역사 박물관), 탄딜.[39]

호주
- 코브 & 코 박물관 – 국립 캐리지 컬렉션, 퀸즐랜드 박물관, 투움바, 퀸즐랜드.[40]
- 호주 국립 신탁 (빅토리아) 캐리지 컬렉션

오스트리아

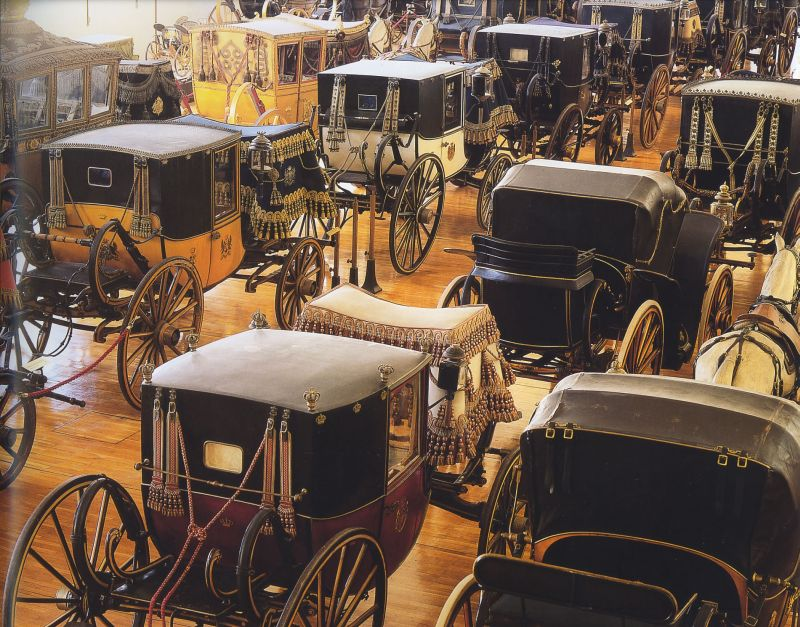
제국 캐리지 박물관

- 빈의 쇤브룬궁에 있는 제국 캐리지 박물관[41]
- 라 안 데어 타야의 쿠첸 박물관[42]

벨기에
- 보르넴 성 보르넴의 캐리지 컬렉션
- 브레이의 브레이 캐리지 박물관(네덜란드어판)[43]
- 브뤼헤의 드 그룸 캐리지 센터 브뤼헤
- 마르케달의 쿠첸 베르돈크트[44]
- 브뤼셀의 왕립 미술 역사 박물관

브라질
- 페트로폴리스의 제국 박물관

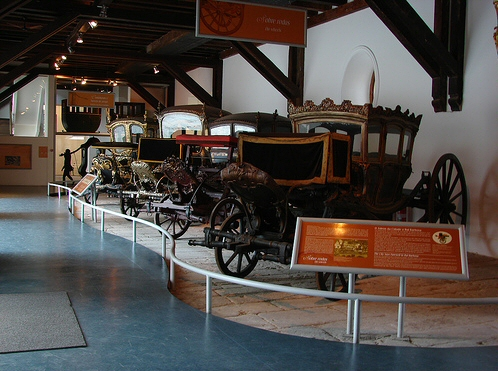
브라질 국립 역사 박물관에 있는 제국 시대 캐리지 영구 전시물

- 리우데자네이루의 브라질 국립 역사 박물관

캐나다
- 새크빌, 뉴브런즈윅의 캠벨 캐리지 공장 박물관
- 프린스 윌리엄, 뉴브런즈윅의 킹스 랜딩 역사 정착지 — 말과 소가 끄는 차량의 대규모 컬렉션
- 카드스톤, 앨버타의 레밍턴 캐리지 박물관

덴마크
- 코펜하겐의 크리스티안스보르성의 왕립 캐리지 박물관

이집트
- 카이로 성채의 캐리지 박물관

프랑스
- 아프레몽 쉬르 알리에, 뮤제 데 칼레쉬 (베리)
- 부르그, 뮤제 오 탕 데 칼레쉬 (기옌)
- 카제 몽드나르, 뮤제 드 라텔라주 에 뒤 코르비야르 이반 케르시 (케르시)
- 샹보르성. 샹보르의 샹보르 백작의 마차실
- 퀴삭 포르 메독, 뮤제 뒤 슈발 뒤 샤토 라네상 (기옌)
- 르 플렉스, 뮤제 드 히포모빌 앙드레 클라멩 (페리고르)
- 레 제페스, 뮤제 드 라 부아튀르 아 슈발 (방데주, 바-푸아투)
- 마르시니, 뮤제 드 라 부아튀르 아 슈발 (부르고뉴)

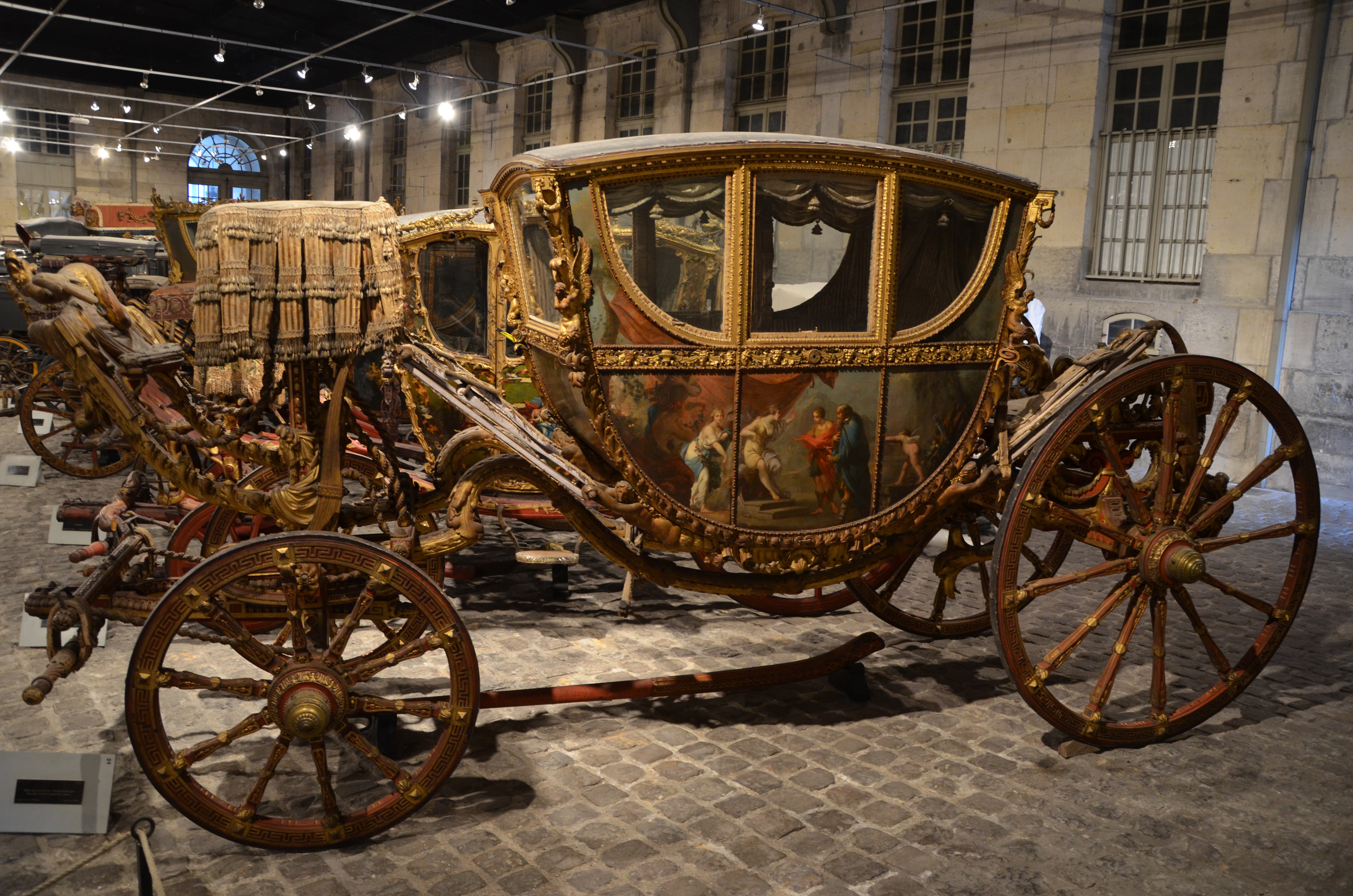
콩피에뉴 국립 자동차 관광 박물관

- 콩피에뉴 국립 자동차 관광 박물관콩피에뉴의 콩피에뉴성에 있는 국립 자동차 관광 박물관
- 플루에. 뮤제 뒤 콩세르바투아르 브르통 드 라 부아튀르 이포모빌 (브르타뉴반도)
- 사시 르 그랑, 뮤제 뒤 슈발 드 트레 (피카르디)
- 생 오방, 뮤제 오 탕 자디스 (리무쟁)
- 세리냥, 뮤제 드 라텔라주 에 뒤 슈발 (랑그도크)
- 보 르 비콩트성, 뮤제 데 제키파주 (일드프랑스)
- 베르사유 대 마구간에 있는 Galerie des Carrosses[45] (일드프랑스)

독일
- 카셀 근처 로펠덴의 헤세 캐리지 및 썰매 박물관[46]
- 뮌헨 님펜부르크궁의 이전 왕실 마구간에 있는 마스탈 박물관 캐리지 및 썰매 박물관[47]
- 로마노-게르만 박물관

이탈리아
- 치손 디 발마리노 근처 카스텔브란도의 컬렉션
- 로마의 뮤제오 "르 카로제 데포카".
- 코드로이포의 뮤제오 시비코 델레 카로제 데포카.
- 산 마르티노, 우디네의 뮤제오 시비코 델레 카로제 데포카.
- 마체라타의 뮤제오 델라 카로차
- 로마의 뮤제오 델레 카로제 델 퀴리날레.
- 피아첸차의 피아첸차 파르네세 궁전에 있는 코치 박물관
- 피렌체의 피티궁에 있는 대공궁의 캐리지 전시
- 카탄자로의 뮤제오 델레 카로제.
- 마세르, 베네토의 빌라 바르바로에 있는 캐리지 컬렉션[48]
- 나폴리의 빌라 피냐텔리에 있는 캐리지 컬렉션

일본
- 일본 궁내청, 도쿄

네덜란드
- 흐로닝언주의 레이크에 있는 국립 마차 박물관 보관됨 2009-06-19 - 웨이백 머신

폴란드
- 코즐루프카의 코즐루프카 궁전
- 완추트의 완추트성
- 로갈린의 로갈린 궁전(폴란드어판)[49]

포르투갈
- 비아나두카스텔루의 제라즈 도 리마 캐리지 박물관
- 리스본의 국립 마차 박물관(Museu Nacional dos Coches)[50]

스페인
- 세비야의 세비야 캐리지 박물관(스페인어판), 세비야
- 이괄라다의 이괄라다 노새꾼 박물관

스웨덴
- 에드스비켄의 울릭스달 궁전

스위스
- 바젤의 바젤 역사 박물관

터키
- 부르사의 토파쉬 자동차 및 아나톨리아 캐리지 박물관

영국
- 애닉의 애닉성
- 알링턴, 데번의 알링턴 코트 & 내셔널 트러스트 캐리지 컬렉션[51]
- 애버딘셔의 밸모럴성
- 스팔딩, 링컨셔의 고든 보스웰 로마니 박물관
- 루턴의 모스만 캐리지 컬렉션[52]
- 런던 버킹엄궁의 로열 뮤즈[53]
- 샌드링엄, 노퍽의 샌드링엄 하우스
- 디스, 노퍽의 존 파커 스윙글트리 캐리지 컬렉션[54]
- 메이드스톤의 터윗-드레이크 캐리지 박물관[55]

미국
- 에인절스캠프의 에인절스 캠프 박물관
- 켄터키 주 렉싱턴의 미국 캐리지 박물관[56]
- 플로리다 주 웨어스데일의 플로리다 캐리지 박물관 & 리조트 (이전 오스틴 캐리지 박물관)[57]
- 콜로라도 주 덴버의 포니 운송 박물관[58]
- 펜실베이니아 주 피츠버그의 프릭 자동차 & 캐리지 박물관, 헨리 클레이 프릭과 그의 가족이 소유했던 캐리지 소장[59]
- 뉴욕 주 휘틀랜드의 제네시 컨트리 빌리지 & 박물관
- 뉴욕 주 캐넌다이과의 그랜저 홈스테드 & 캐리지 박물관
- 뉴욕 주 고션의 하네스 레이싱 박물관 & 명예의 전당
- 미시간 주 디어본의 헨리 포드 박물관[60]
- 버몬트 주 셸번의 셸번 박물관의 호스슈 반 및 부속 건물
- 오하이오 주 도버의 예레미야 리브스 하우스 & 캐리지 하우스
- 뉴욕 주 스토니브룩의 롱아일랜드 미국 예술, 역사, 캐리지 박물관
- 버지니아 주 리치먼드의 메이몬트
- 버지니아 주 리스버그의 모번 공원의 윈밀 캐리지 박물관
- 워싱턴 주 레이먼드의 노스웨스트 캐리지 박물관[61]
- 유타 주 팜링턴의 파이오니어 빌리지[62]
- 메릴랜드 주 프레더릭의 로버트 H. 레네버거 캐리지 박물관
- 버지니아 주 블랙스톤의 로버트 토머스 캐리지 박물관[63][64]
- 메인 주 노스 야머스의 스카이라인 팜 캐리지 박물관[65]
- 메릴랜드 주 컴벌랜드의 앨러게니 박물관에 있는 스래셔 캐리지 컬렉션[66]
- 워싱턴 주 워싱턴 캐리지 박물관[67]
- 위스콘신 주 그린부시의 웨이드 하우스 역사 유적지에 있는 웨슬리 정 캐리지 박물관[68]
- 펜실베이니아 주 미플린버그의 윌리엄 A. 하이스 하우스 & 버기 상점; 19세기 캐리지 공장 포함[69]

## 말 캐리지 종류
아서 잉그램의 컬러로 보는 1760년 이후의 캐리지 차량에는 325가지 종류가 각 유형에 대한 간략한 설명과 함께 나열되어 있다. 19세기 초반에는 캐리지 선택이 실용성과 성능에만 기반한 것이 아니라 지위의 상징이었고 변화하는 유행에 따라 달라졌다.

## 같이 보기
- 말 마구
- 마차
- 왜건
- 마차철도
- 호스리스 캐리지 (초기 자동차 용어)

## 추가 자료
- Bean, Heike, & Sarah Blanchard (저자), Joan Muller (삽화가), Carriage Driving: A Logical Approach Through Dressage Training, Howell Books, 1992. ISBN 978-0-7645-7299-9
- Berkebile, Donald H. (1977). 《미국 캐리지, 썰매, 술키, 카트: 빅토리아 시대 자료에서 발췌한 168개의 삽화》. 도버 출판사. ISBN 0486233286. OL 4886678M.
- Boyer, Marjorie Nice. "중세의 현수 캐리지". 스펙쿨룸, v34 n3 (1959년 7월): 359–366.
- Boyer, Marjorie Nice. 중세의 현수 캐리지. 매사추세츠 케임브리지: 중세 미국 아카데미, 1959. OCLC 493631378.
- Bristol Wagon Works Co., Bristol Wagon & Carriage Illustrated Catalog, 1900, Dover Publications, 1994. ISBN 978-0-486-28123-0
- Elkhart Manufacturing Co., Horse-Drawn Carriage Catalog, 1909 (Dover Pictorial Archives), Dover Publications, 2001. ISBN 978-0-486-41531-4
- 펠턴, 윌리엄 (1996) [1796]. 《캐리지에 관한 논문》 (두 권 모두 재판). 애스트라걸 프레스. ISBN 1879335700. OL 21753408M. (원본 1권, 원본 2권)
- Hutchins, Daniel D., Wheels Across America: Carriage Art & Craftsmanship, Tempo International Publishing Company, 1판, 2004. ISBN 978-0-9745106-0-6
- Ingram, Arthur, Horse Drawn Vehicles since 1760 in Colour, Blandford Press, 1977. ISBN 978-0-7137-0820-2
- King-Hele, Desmond. "이래즈머스 다윈의 개선된 캐리지 및 자동차 조향 설계". 왕립학회 기록 및 보고, 56, no. 1 (2002): 41–62.
- Kinney, Thomas A., The Carriage Trade: Making Horse-Drawn Vehicles in America (Studies in Industry and Society), The Johns Hopkins University Press, 2004. ISBN 978-0-8018-7946-3
- Lawrence, Bradley & Pardee, Carriages and Sleighs: 228 Illustrations from the 1862 Lawrence, Bradley & Pardee Catalog, Dover Publications, 1998. ISBN 978-0-486-40219-2
- 스토니브룩 박물관, The Carriage Collection, 박물관, 2000. ISBN 978-0-943924-09-0
- Nelson Alan H. "6륜 카트: 개요". 기술과 문화, v13 n3 (1972년 7월): 391–416.
- Richardson, M. T., Practical Carriage Building, Astragal Press, 1994. ISBN 978-1-879335-50-9
- Ryder, Thomas (저자), Rodger Morrow (편집자), The Coson Carriage Collection at Beechdale, 미국 마차 협회, 1989. OCLC 21311481.
- Wackernagel, Rudolf H., Wittelsbach State and Ceremonial Carriages: Coaches, Sledges and Sedan Chairs in the Marstallmuseum Schloss Nymphenburg, Arnoldsche Verlagsanstalt GmbH, 2002. ISBN 978-3-925369-86-5
- 월론드, 샐리 (1980). 《캐리지 살펴보기》. 펠햄 북스. ISBN 0720712823. OL 3828623M.
- Ware, I. D., Coach-Makers' Illustrated Hand-Book, 1875: Containing Complete Instructions in All the Different Branches of Carriage Building, Astragal Press, 2nd edition, 1995. ISBN 978-1-879335-61-5
- Westermann, William Linn. "고대 내륙 운송 및 통신에 관하여". 정치 과학 분기별, v43 n3 (1928년 9월): 364–387.
- "식민지 도로 및 바퀴 달린 차량". 윌리엄 앤 메리 분기별, v8 n1 (1899년 7월): 37–42. OCLC 4907170562.